# Joan Baptista Planelles Marco
Joan Baptista Planelles Marco va nàixer a Borriana (la Plana Baixa, Castelló) el 26 de gener de 1951. Va ser un futbolista que milità en el Reial Madrid, CE Castelló, València CF i Saragossa, tots en primera divisió, abans de penjar les botes al Borriana. Els majors èxits en forma de títols els visqué en el Reial Madrid, però el seu millor futbol es va veure a Castàlia. Amb el CE Castelló va protagonitzar dos ascensos a Primera divisió i va jugar la final de Copa de 1973, a més de ser convocat per la selecció espanyola de futbol en dues ocasions. Anualment s'entrega un trofeu amb el seu nom per tal de reconèixer al millor jugador de la temporada del Castelló.

## Trajectòria
Juan Planelles va començar a jugar a futbol en equips dels seu poble natal, fins a arribar al juvenil del Borriana. Amb setze anys el va contractar el Reial Madrid, alternant les actuacions amb l'equip juvenil i el Real Madrid Aficionados. Llavors jugava com mitjapunta o interior. El 14 de desembre de 1969 va fer el seu a Primera divisió de la mà de Miguel Muñoz. Uns mesos després va jugar i marcar a la final de Copa del Generalíssim de 1970, disputada al Camp Nou on el Reial Madrid derrotà el València per 3-1. Planeles no va tenir massa oportunitats en un equip ple d'estreles i menys quan va negar-se a acceptar les jerarquies del vestidor blanc. Malgrat tot, va tenir l'honor de jugar i marcar tant en la Copa d'Europa com en la Recopa (on va fer-li un hattrick a l'Hibernians de Malta).
La temporada 1971/72 marxà cedit al CE Castelló de Lucien Müller. Molt prompte va esdevenir el líder de l'equip i l'heroi de l'afició en guiar al conjunt orellut cap al segons ascens a Primera divisió de la seva història. El partit decisiu fou contra el RCD Mallorca a l'estadi Castàlia l'1 de juny de 1972. El mateix Planelles i Tonín marcaren els dos gols del partit. La cessió del Reial Madrid es prolongà un any més, pel que Planelles tornà a liderar el conjunt albinegre, aquest cop en la Primera divisió. Les actuacions del borrianenc foren fonamentals perquè aquesta fora una de les millors temporades de la història del club: cinquens a la Lliga (destacant el 4-0 al Barça, on Planelles feu dos gols) i finalistes de la Copa del Generalíssim (amb actuació decisiva del migcampista en les semifinals contra l'Sporting). La sensacional temporada de Planelles fou culminada amb la internacionalitat absoluta amb Espanya, convertint-se en el primer jugador del CE Castelló en aconseguir-ho.
El president madridista, Santiago Bernanbéu, l'incorporà novament a les files blanques la temporada 1973/74. Amb prou feines jugà vuit partis de Lliga, pel que a final de temporada canvià el Reial Madrid pel València CF. Malgrat disposar de moltes més oportunitats a Mestalla, les relacions amb els entrenadors iugoslaus Milovan Ciric i Dragoljub Milosevic no foren bones. Aquestes raons, juntament amb les econòmiques, afavoriren el seu traspàs al Reial Saragossa, entrenat per Müller, a l'estiu de 1976. Malgrat que els aragonesos havien estat segons a la Lliga dues temporades, l'equip acabà descendint a Segona divisió. Però, el que era més greu per a Planelles, una lesió de lligaments creuats amenaçava de soterrar la seva carrera esportiva.
El doctor català Joaquín Cabot, especialista en lesions de lligaments i meniscos, s'encarregà de l'operació, mentre que el també borrianenc Manolo Granell (pare del Pablo Granell, qui fora fisioterapeuta del CE Castelló per diverses temporades) s'encarregà de la recuperació. El nou president del CE Castelló, Antonio Sales, agilitzà la seva tornada a Castàlia. En febrer de 1979 tornà a vestir-se d'albinegre. Planelles no va recaure greument de la lesió i, ara des d'una posició més retardada, tornà a liderar al club orellut. La temporada 1980/81, amb el mateix Planelles i Ferrer com a únics supervivents de l'anterior, el CE Castelló pujava novament a la Divisió d'or. Com nou anys abans, novament el partit decisiu va ser a Castàlia, es guanyà per 2-0 i planelles marcà un dels gols. El rival va ser el Rayo Vallecano i Robert tancà el marcador. El pas per Primera divisió l'any següent va ser efímer i vergonyós. Planelles ja ho havia fet pràcticament tot al món del futbol i va deixar el profesionalisme a la fi a l'estiu de 1983 per anar-se'n al Borriana. Tot i això, encara tingué l'oportunitat, dirigit per Paco Causanilles, d'enfrontar-se al seu antic equip a la Copa del Rei. L'eliminatòria acabà amb un global de 3-2 en contra dels de Planelles.
Com a internacional per Espanya debutà el 3 de maig de 1973 en un amistós contra els Països Baixos a l'Olympisch Stadion Amsterdam, substituint a Jabo Irureta. El 17 d'octubre jugà contra Turquia el segon i darrer partit internacional, el mateix dia que s'estrenà Manolo Clares
En l'actualitat l'ajuntament de Borriana ha rebatejat el camp de futbol municipal per retre-li homenatge, i així passa a dir-se Camp de Futbol Municipal Joan Baptista Planelles Marco.

## Palmarès
- 2 Copes del Generalíssim: 1970 i 1974 amb el Reial Madrid

### Altres mèrits
- 1 Campionat d'Espanya d'aficionats: 1969/70 amb el Real Madrid Aficionados.
- 2 Copes d'Espanya en categoria juvenil: 1967/68 i 1968/69 amb el Real Madrid juvenil.
- 1 cop finalista de la Recopa: 1970/71 amb el Reial Madrid
- 2 ascensos a Primera divisió: 1971/72 i 1980/81 amb el CE Castelló
- 1 cop finalista de la Copa del Generalíssim: 1972/73 amb el CE Castelló